# Rafik El Mamouni
Rafik El Mamouni (arab. رفيق الماموني, ur. 1 stycznia 1988) – marokański piłkarz, grający jako napastnik w CSM Ouarzazate.

## Klub

### JS Massira
Zaczynał karierę w JS Massira.
W sezonie 2011/2012 (pierwszym w bazie Transfermarkt) zagrał 12 meczów.

### AS Salé
1 lipca 2013 roku został zawodnikiem AS Salé. Zadebiutował tam 24 sierpnia 2013 roku w meczu przeciwko Hassania Agadir (2:2). Zagrał cały mecz. Pierwszą asystę zaliczył 10 listopada 2013 roku w meczu przeciwko Raja Casablanca (porażka 2:1). Asystował przy bramce Nabila Koalasse w 45. minucie. Pierwszego gola strzelił 13 grudnia 2013 roku w meczu przeciwko KAC Kénitra (1:1). Do siatki trafił w 72. minucie. Łącznie zagrał 22 mecze, strzelił 3 gole i miał asystę.

### Chabab Rif Al Hoceima
1 lipca 2014 roku zmienił klub na Chabab Rif Al Hoceima. W tym klubie debiut zaliczył 24 sierpnia 2014 roku w meczu przeciwko Olympic Safi (wygrana 3:1). W debiucie strzelił gola – do bramki trafił w 52. minucie. Łącznie zagrał 14 meczów i strzelił gola.

### Dalsza kariera
4 września 2015 roku wrócił do JS Massira. Następnie, 1 lipca 2017 roku zmienił klub na Chabab Ben Guerir. 1 lipca 2018 roku został zawodnikiem Chabab Ben Guerir. 20 września 2019 roku podpisał kontrakt z CODM Meknès. Od sezonu 2020/2021 reprezentuje barwy CSM Ourzazate.